# Phỏng vấn

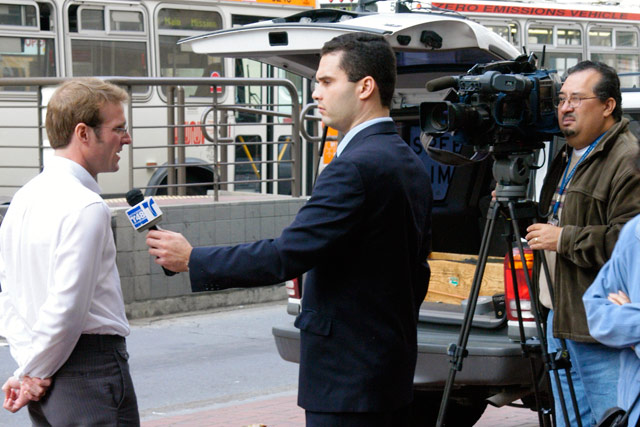
Phỏng vấn

Phỏng vấn là một cuộc đối thoại có chủ đích. Trong báo chí, đây là một dạng bài viết theo dạng phóng viên hỏi và nhân vật được phỏng vấn trả lời. Phỏng vấn thường được dùng trong hai trường hợp: thể hiện chân dung nhân vật hoặc cung cấp thông tin về lĩnh vực mà người được phỏng vấn là chuyên gia hoặc có trách nhiệm trả lời. 
Phỏng vấn báo chí có nhiều cách thực hiện: phỏng vấn trực tiếp (phóng viên và người được phỏng vấn gặp nhau mặt đối mặt - cách truyền thống), phỏng vấn bằng văn bản (phóng viên chuẩn bị các câu hỏi bằng văn bản, người được phỏng vấn cũng trả lời bằng văn bản - thường dùng khi những thông tin trong cuộc phỏng vấn tương đối phức tạp, người trả lời phỏng vấn không thể trả lời chính xác ngay lập tức), phỏng vấn qua điện thoại hoặc các phương tiện liên lạc khác... (khi một trong hai bên, hoặc cả hai bên không đủ thời gian cho một cuộc gặp trực tiếp)
Đôi khi, phỏng vấn cũng được dùng để lấy ý kiến của những bức xúc trong xã hội. Phỏng vấn còn được người dân ủng hộ do nếu được phỏng vấn thì ta nói được bao nhiêu than phiền trong xã hội của họ và của nước ngoài. Khi phỏng vấn bắt buộc các phóng viên phải thực hiện hết mình mới có thể đề đáp ra ý kiến và câu hỏi cho người đang được phỏng vấn.
Phỏng vấn tuyển dụng (phỏng vấn việc làm) là một hình thức vấn đáp trực tiếp (gặp mặt) hoặc gián tiếp (qua điện thoại) nhằm tuyển chọn ra những ứng viên phù hợp với vị trí công việc trong công ty, doanh nghiệp.

## Một số hình thức phỏng vấn tuyển dụng
- Phỏng vấn cá nhân
- Phỏng vấn tập thể
- Phỏng vấn qua điện thoại